# Lucas Piazón
Gustavo Lucas Domingues Piazón (* 20. Januar 1994 in São Paulo) ist ein brasilianisch-italienischer Fußballspieler.

## Karriere

### Anfänge als Jugendspieler in Brasilien
Lucas Piazón stammt aus Brasiliens größter Stadt, São Paulo, wo er im Jahr 1994 auf die Welt kam. Seine Laufbahn als Jugendspieler begann er beim FC Coritiba, bei dem er ab 2001 spielte. 2007 wechselte er schließlich zu Athletico Paranaense, dem er ein Jahr treu blieb, bevor er in die Jugend vom FC São Paulo geholt wurde.

### Jugendspieler beim FC Chelsea
Als Supertalent gefeiert, interessierten sich nach seiner dreijährigen Zeit in São Paulo verschiedene europäische Topklubs für den Mittelfeldspieler, das Rennen machte schließlich der englische Vizemeister FC Chelsea. Bereits im März 2011 wurde der Transfer öffentlich, obwohl Piazón den Klub erst einige Zeit später verließ. Für den damals 17-jährigen bezahlte Chelsea bereits eine Summe von sieben Millionen Euro. Zunächst lief er überwiegend für das Reserveteam des Londoner Klubs auf, sein erstes Spiel hatte er am 28. November 2011 bei einem 2:2 gegen das Reserveteam vom FC Fulham. Auf Anhieb konnte Piazón zudem seine Torgefährlichkeit unter Beweis stellen, in zehn Partien kam er auf insgesamt vier Tore. Für die erste Mannschaft blieb er derweil während seiner Premierensaison noch ohne Spiel, insgesamt dreimal stand er in der Premier League im Kader, zum ersten Mal am 31. Januar 2012 bei einem 1:1 gegen Swansea City. In der folgenden Spielzeit wurde er erstmals auch im Profiteam eingesetzt, bei insgesamt einer Premier-League- und drei Ligapokal-Partien lief er auf, zudem beim FA Community Shield gegen Manchester City, der am 12. August 2012 zudem Piazóns Profidebüt war. In der Liga spielte er zum ersten Mal im Dezember des Jahres bei einem 8:0-Kantersieg gegen Aston Villa.

### Verschiedene Leihgeschäfte
Aufgrund des hohen Konkurrenzkampfes auf den Offensivpositionen im Londoner Team wurde er im Januar 2013 an den FC Málaga ausgeliehen, bei dem er während der Rückrunde Spielpraxis sammeln sollte. Seinen ersten Einsatz hatte er am 9. Februar bei einem 2:1-Sieg gegen UD Levante. Zudem kam er zu seinen beiden ersten Champions-League-Spielen, in den Achtelfinals gegen den FC Porto wurde er jeweils eingewechselt. Er absolvierte während der Halbserie in Spanien 14 Pflichtspiele.
Nach Ablauf der Leihe kehrte Piazón zeitweise zu seinem Stammverein nach Chelsea zurück. Anfang August wurde er für die Saison 2013/14 an den niederländischen Erstligisten Vitesse Arnheim ausgeliehen. Dort absolvierte er sein erstes Pflichtspiel am 17. August 2013. Am 22. September erzielte er seine ersten beiden Treffer für den Verein.
Am 24. Juli 2014 wurde Piazón für ein Jahr an Eintracht Frankfurt ausgeliehen. Sein Debüt in der Bundesliga gab er am 23. August 2014 (1. Spieltag) beim 1:0-Sieg im Heimspiel gegen den SC Freiburg; sein erstes Bundesligator war der 2:1-Siegtreffer in der 90. Minute per direktem Freistoß am 28. September 2014 (6. Spieltag) im Auswärtsspiel gegen den Hamburger SV.
Am 31. August 2015 wurde Piazón bis zum Ende der Saison 2015/16 an den Zweitligisten FC Reading weiterverliehen. In 23 Ligaeinsätzen erzielte er drei Tore.
Am 31. August 2016 wechselte Piazón zunächst bis zum 15. Januar 2017 auf Leihbasis zum Zweitligisten FC Fulham. Anschließend wurde die Leihe bis zum Ende der Saison 2016/17 verlängert. Bis zum Saisonende erzielte Piazón in 29 Einsätzen fünf Treffer. Anschließend wurde die Leihe für die Saison 2017/18 verlängert. In seiner zweiten Saison steuerte Piazón in 22 Ligaeinsätzen fünf Treffer zum Aufstieg in die Premier League bei.
Zur Saison 2018/19 kehrte Piazón zum FC Chelsea zurück, kam jedoch nur zu zwei Einsätzen in der U23. Am 31. Januar 2019 wechselte Piazón bis zum Saisonende auf Leihbasis in die italienische Serie A zum abgeschlagenen Tabellenletzten Chievo Verona.
Im September 2019 wurde das siebte Leihgeschäft in Folge bekannt. Piazón wurde bis zum 30. Juni 2021 nach Portugal an den Rio Ave FC ausgeliehen. Sein Debüt gab er am 15. September 2019 (5. Spieltag) gegen den CD Tondela. Insgesamt machte er 27 Spiele und vier Tore für Rio Ave.
Im Januar 2021 verließ er Chelsea in Richtung Primeira Liga an Sporting Braga. Nachdem er seit Dezember 2021 keine Einsätze bei Braga erhalten hatte, wechselte Piazón im März 2022 in seine Heimat. Er wurde bis Mai 2023 an den Botafogo FR ausgeliehen.
Im Sommer 2024 schloss er sich dem Primeira-Liga-Aufsteiger AVS Futebol SAD an und kam für diesen in der regulären Saison in 30 Meisterschaftsspielen zum Einsatz. Mit der Mannschaft belegte Piazón in dieser Saison den 16. Tabellenplatz und musste daraufhin in die Relegation, wobei er in beiden Partien gegen den FC Vizela zum Einsatz kam und dabei mit dem Team den Klassenerhalt schaffte.

## Erfolge
- 2018: Aufstieg in die Premier League mit dem FC Fulham
- 2011: Sieg des FA Youth Cup mit dem FC Chelsea

## Auszeichnungen
- 2012: Spieler des Jahres bei den FC Chelsea Reserves